# Joa Ljungberg
Joa Ljungberg, född 1976 i Uppsala, arbetar sedan 2009 som utställningsintendent på Moderna museet Malmö. Hon var nyligen aktuell som kurator för projektet The new human, som genom samtidskonsten undersökte människans livsvillkor i en snabbt föränderlig värld. Projektet manifesterades i tre internationella grupputställningar: You and I in Global Wonderland (2015), Knock, Knock, Is Anyone Home? (2016) och slutligen The New Human (2016-17). Hon har även kuraterat ett flertal separatutställningar.
År 2009 var Joa Ljungberg konstnärlig ledare (tillsammans med Edi Muka) för Tirana International Contemporary Art Biennal: The Symbolic Efficiency Of The Frame. Två år tidigare var hon konstnärlig ledare, även denna gång med Edi Muka, för Göteborgs Internationella Konstbiennal 2007: Rethinking Dissent. Mellan åren 2004-2008 var hon verksam som projektledare/kurator på Statens konstråd där hon kuraterade ett flertal konstnärliga gestaltningar för olika offentliga rum, bland annat med konstnären Jenny Holzer. Hon har även kuraterat ett flertal konstkollektioner, bland annat för Regeringskansliet, Konstnärsnämnden och Statens Kulturråd.
Joa Ljungberg är utbildad konstvetare vid Uppsala Universitet och University of Warwick, samt har en MA i Creative Curating från Goldsmith College, University of London.